# Bamberger Apokalypse

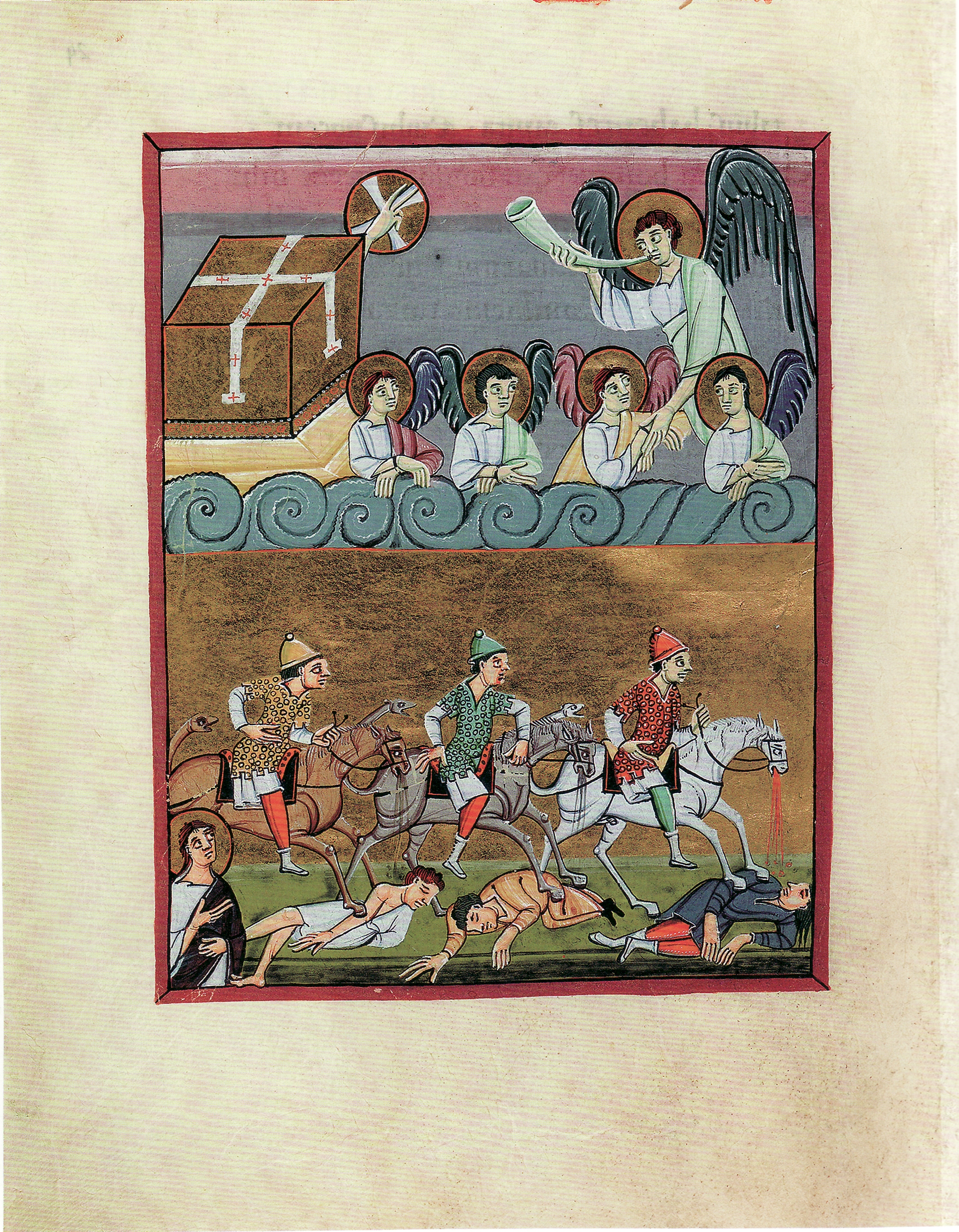
Der Engel der sechsten Posaune, in der unteren Bildhälfte reiten drei unheilbringende Reiter auf asche- und feuerspeienden Pferden über Leichen

Die Bamberger Apokalypse ist ein Werk der ottonischen Buchmalerei aus der Zeit zwischen 1000 und 1020. Die genaue Datierung ist umstritten. Die Handschrift zählt zu den bekanntesten Werken aus dem Skriptorium des Klosters Reichenau und befindet sich heute in der Staatsbibliothek Bamberg. Seit 2003 gehört sie zum Weltdokumentenerbe der UNESCO.

## Inhalt

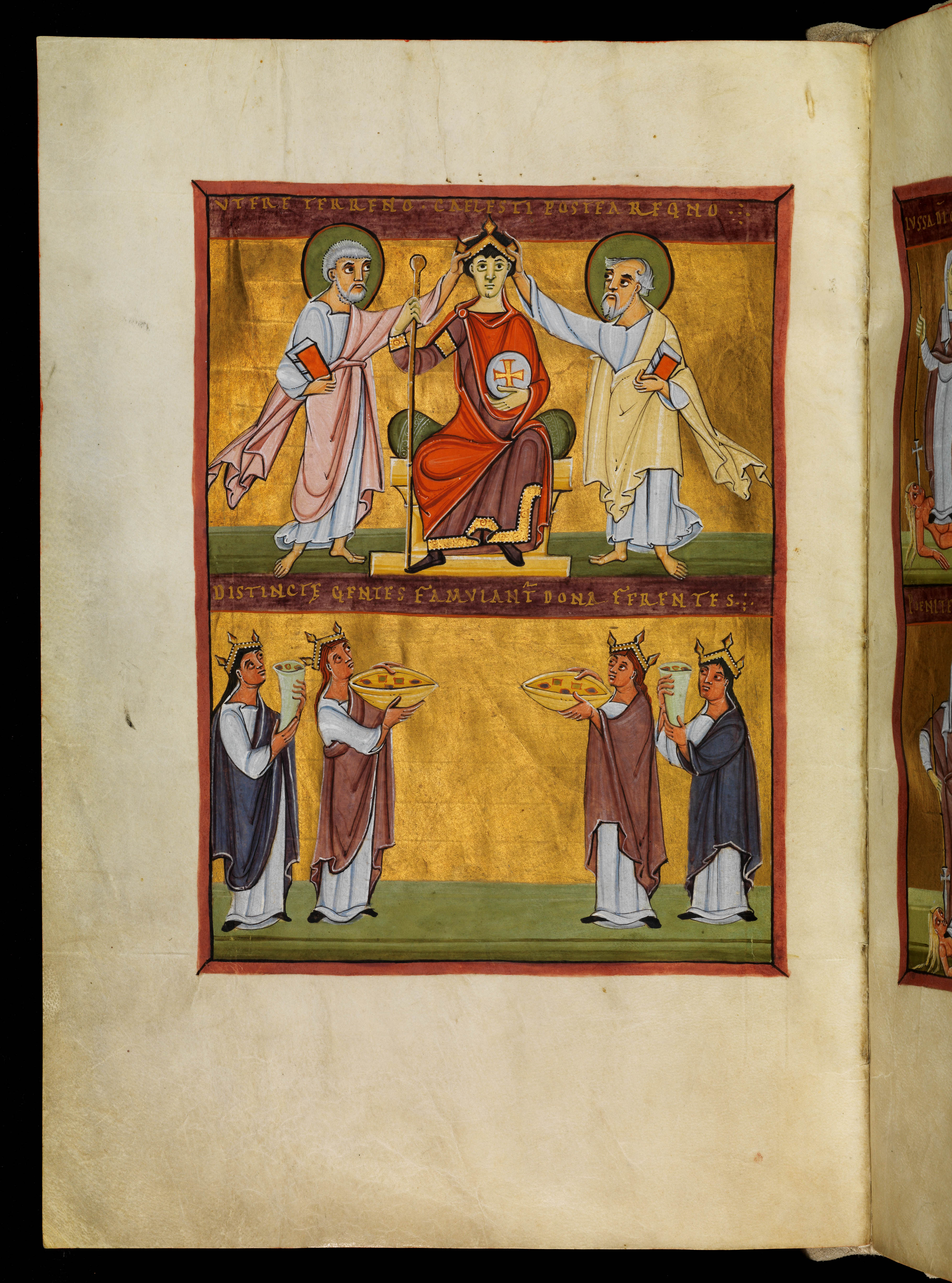
Das Herrscherbild auf fol. 59v zwischen Apokalypse und Evangelistar, welches entweder Otto III. oder Heinrich II. zeigt

Zwei lateinische Texte sind in dem Band vereinigt, nämlich die Apokalypse bzw. Offenbarung des Johannes und ein Evangelistar. Der zweite Textteil bietet die in der Messe vorgetragenen Evangelientexte, allerdings beschränkt auf die zentralen Feste des Herrn und der Heiligen; der Inhalt war also nicht auf die liturgische Alltagspraxis zugeschnitten. Die Kombination der beiden heterogenen Texte ist einzigartig.
Geschrieben wurde der Kodex von einem Hauptschreiber und von zwei weiteren Händen (auf fol. 1v–2v, 4r). Mit seiner an Gold nicht sparenden Ausstattung stellt er eine der großen Schöpfungen der Reichenauer Buchkunst dar. Der Text ist durch zahlreiche Initialen mit Rankenwerk geschmückt. Die Apokalypse begleiten 50 großformatige Miniaturen (hierbei sind die beiden Bildstreifen auf fol. 21v als zwei Einheiten gezählt); sie bieten den einzigen erhaltenen Bilderzyklus aus ottonischer Zeit zu dieser Thematik. Das Evangelistar enthält fünf christologische Szenen (Geburt Christi und Hirtenverkündigung, Kreuzigung und Grablegung, Frauen am Grab, Himmelfahrt Christi und Pfingsten).
Dem Evangelistarteil geht (auf fol. 59v/60r) ein doppelseitiges Herrscherbild voraus. Die linke Seite zeigt einen jugendlichen Herrscher, thronend zwischen den Aposteln Petrus und Paulus; darunter bringen vier weibliche Gestalten als Allegorien von Völkerschaften ihre Gaben dar. Auf der gegenüberstehenden Seite wird der Triumph der Tugenden über die Laster allegorisch veranschaulicht.
Die Bildausstattung wird der sogenannten Liuthar-Gruppe der Reichenauer Handschriften zugerechnet. Die Feindatierung innerhalb des ersten Viertels des 11. Jahrhunderts ist strittig. Bedeutsam sind in diesem Zusammenhang paläografische Erkenntnisse sowie die ikonografische und stilkritische Einschätzung des Verhältnisses zum Evangeliar Ottos III. und zum Perikopenbuch Heinrichs II. Mit der kontroversen Diskussion geht die fragliche Identifizierung der Herrschergestalt im Repräsentationsbild einher, bei dem Porträt-Ähnlichkeit auszuschließen ist (Otto III. oder Heinrich II.?). Verfochten werden Datierungen „vor 1002“ (dem Todesjahr Ottos III.), „um 1010“ (vor oder zeitgleich mit dem Perikopenbuch Heinrichs II.) und „um 1020“ (nach dem Perikopenbuch).

## Geschichte
Die unvollständig überlieferte Stifterinschrift auf dem (verlorenen) Einband dokumentiert die Schenkung des Kodex durch Kaiser Heinrich II. und seine Gemahlin Kunigunde an das Bamberger Kollegiatstift St. Stephan. Für die Übergabe könnte an dessen Gründung um 1007/1009 oder an die Kirchweihe im Jahre 1020 gedacht werden; aber auch andere Anlässe wären vorstellbar.
Der ursprüngliche Prachteinband wurde im Zuge der Säkularisation 1803 vom Buchblock getrennt. Der Schmuck der Buchdeckel – vergoldetes Silber und Edelsteine – kam zur Versteigerung, mit Ausnahme einer ornamentierten Achatplatte aus dem Vorderen Orient. Letztere wird heute in der Schatzkammer der Münchner Residenz verwahrt. Der Buchblock wurde 1805 an die heutige Staatsbibliothek Bamberg abgegeben. Dort wird die Handschrift unter der Signatur Msc.Bibl.140 aufbewahrt.
Die Miniaturen der Bamberger Apokalypse sind sehr häufig durch (Teil-)Faksimiles der Handschrift reproduziert worden. Seit 2012 ist ein Digitalisat online verfügbar.
Am 26. Januar 2004 wurde die Bamberger Apokalypse zusammen mit neun weiteren Handschriften der Reichenauer Buchmalerschule in die Liste des Weltdokumentenerbes der UNESCO aufgenommen.

## Ausstellung
Die Bamberger Apokalypse war zwischen Oktober 2012 und Januar 2013 in der Ausstellung Pracht auf Pergament in der Hypo-Kunsthalle in München zu sehen.

## Faksimile-Ausgaben (chronologisch)
Alle Faksimile-Ausgaben vor der des Jahrs 2000 sind Teilfaksimiles, die eine Auswahl der Miniaturen (oft verkleinert) reproduzieren.
- Heinrich Wölfflin (Hrsg.): Die Bamberger Apokalypse. Eine Reichenauer Bilderhandschrift vom Jahre 1000. Verlag der königlich-bayerischen Akademie der Wissenschaften, München 1918. Digitalisat, UB Heidelberg, Digitalisat.
- Heinrich Wölfflin (Hrsg.): Die Bamberger Apokalypse. Eine Reichenauer Bilderhandschrift vom Jahre 1000. Zweite vermehrte Auflage. Kurt Wolff, München 1921. Digitalisat.
- Die Offenbarung des Johannes. Farbige Bilder aus der Bamberger Apokalypse um 1020. Erläutert von Gertrud Schiller. Wittig, Hamburg 1955. Digitalisat.
- Annette von Eckardt: [10 Miniaturen. Kopien nach der Bamberger Apokalypse], vor 1930.[3]
- Alois Fauser (Hrsg.): Die Bamberger Apokalypse. Die Miniaturen der Apokalypse und des Evangelistars in der Staatlichen Bibliothek Bamberg. Bibl.140 (A II 42). Insel, Wiesbaden 1958. Digitalisat.
- Alois Fauser (Hrsg.): Die Bamberger Apokalypse. Sechzehn farbige Miniaturen auf Tafeln (= Insel-Bücherei 775). Insel, Frankfurt am Main 1962.
- Gude Suckale-Redlefsen, Bernhard Schemmel (Hrsg.): Die Bamberger Apokalypse. Faksimile-Ausgabe der Handschrift Msc.Bibl.140 der Staatsbibliothek Bamberg. Faksimile- und Kommentarband. Faksimile-Verlag, Luzern 2000:
  - Faksimile: ISBN 978-3-85672-076-6.
  - Kommentar: ISBN 978-3-85672-077-3.
- Bernd Schneidmüller, Bettina Wagner, Harald Wolter-von dem Knesebeck, Robert Fuchs, Doris Oltrogge: Die Bamberger Apokalypse. Visionen vom Ende der Zeit Wissenschaftliche Buchgesellschaft, Darmstadt 2022, ISBN 978-3-534-27507-6. [Faksimile und Aufsätze; ethält auch Transkriptionen und Übersetzungen des Textes der Apokalypse.]